# ジェフ・リブジー
ジェフリー・ウィリアム・リブジー（Jeffrey William Livesey、1966年5月24日 - ）は、アメリカ合衆国・マサチューセッツ州ウースター出身の元プロ野球選手（捕手）、野球指導者。右投右打。

## 経歴
1984年のMLBドラフト30巡目（全体724位）でニューヨーク・ヤンキースから指名を受けたが拒否。
1987年のMLBドラフト38巡目（全体977位）で再びヤンキースから指名を受けるも拒否。
1988年のMLBドラフト13巡目（全体339位）再びヤンキースからで指名を受けプロ入りを果たした。
1995年、メジャー経験のないまま引退。
引退後はピッツバーグ・パイレーツの傘下で主に打撃部門のコーチを務めた。後に日本でも監督とコーチの関係になるマーティ・ブラウンの下でも働き、オーランド・カブレラ（2005年から2年間ソフトバンクに在籍したホルベルト・カブレラの弟）を指導した実績を持つ。

### 広島時代
パイレーツ傘下のルーキー級ガルフ・コーストリーグ・パイレーツの監督を務めていた2005年のシーズンオフに、ブラウンが広島東洋カープの監督に就任したのを受け、一軍ベンチ兼打撃コーチとして広島入り。当初から球団側は捕手経験のあるリブジーに総合コーチ的な役割を期待していた。
ブラウンが2009年限りで広島を退団したのに伴い、リブジーも退団。

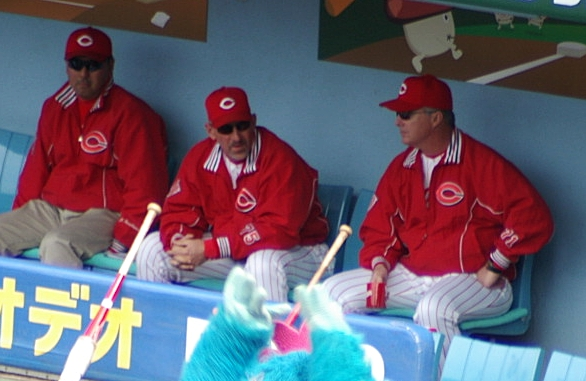
監督のマーティ・ブラウン(右)の隣に座るリブジー。左は通訳の古河有一

### 楽天時代
2010年、ブラウンが東北楽天ゴールデンイーグルスの監督に就任したため、リブジーも一軍ヘッドコーチとして楽天に入団。しかし同年チームは4年振りに最下位に低迷し、ブラウンが解雇されたとともに一年限りで退団した。

### 楽天退団後
2011年、パイレーツ傘下マイナーチームのコーチに就任。2014年から2018年まではパイレーツのコーチを務めている。2019年シーズンからはマイアミ・マーリンズの打撃コーチ補佐に就任する。4月19日からは打撃コーチに配置転換された。同年限りで退団した。

## 人物
父は元野球選手で現在ピッツバーグ・パイレーツのGMスペシャル・アドバイザーを務めている、ビル・リブジー。
趣味は海釣り。

### 監督代行
リブジーは広島時代から、ブラウンが不在の場合に監督代行を務めており、2010年シーズン終了時点で9勝6敗の成績であるが、ブラウンが退場処分を受けた場合に限れば9勝3敗と高い勝率を誇っている。2009年4月7日の阪神1回戦で逆転負けを喫するまでは3年間で6戦全勝だったことから、ジンクスの一種として話題になった。2008年8月19日からの広島市民球場での阪神3連戦はブラウンが母親の葬儀に参列するため一時帰国し、日本で初めて試合当初から指揮を執ったが、このときは3戦全敗であった。さらに、3戦目の21日の試合では8回裏に審判の判定に抗議した結果監督代行ながら退場処分を受けた（試合は9回表から当時打撃コーチだった小早川毅彦が監督代行の代行を務めた）。
2006年にブラウンのベース投げをモチーフとしたTシャツが作られた際には、リブジーは正面に「監督代行」、背面に「He did it again…」（またやったよ…）と書かれた独自のものを着用していた。

## 背番号
- 75（2006年 - 2010年、2014年 - 2018年）
- 25（2019年）